# Chiesa di Sant'Erasmo ai Granili
La chiesa di Sant'Erasmo ai Granili è una delle chiese storiche di Napoli. È situata nella zona del ponte della Maddalena, famoso per l'edicola raffigurante san Gennaro che ferma l'eruzione del Vesuvio del 1767.

## Storia e descrizione
La struttura religiosa, di origini antiche, fu rimaneggiata negli anni 20 del XX secolo. Il suo interno, nonostante i pesanti rifacimenti appena menzionati, mostrava ancora parte del suo antico splendore, attraverso i pregevoli arredi seicenteschi e settecenteschi, prima che questi fossero trasferiti a Castel Nuovo, precisamente nella Cappella Palatina.